# Ирландский республиканизм

Логотип против британской монархии.

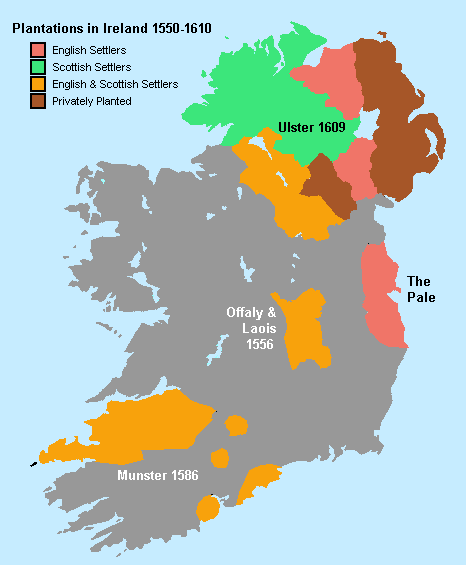
Ирландия в 1609 году.

Ирландский республиканизм (ирл. poblachtánachas Éireannach, англ. Irish republicanism) — политическое движение за единство и независимость Ирландии.
Ирландские республиканцы расценивают британское (английское) управление любой частью Ирландии незаконным. Становление традиции республиканизма относят к XVIII — XIX векам, возникшую как оппозицию к дискриминации католиков и нонконформистов, являющейся по сути попыткой британских (английских) властей подавить ирландскую культуру. Важнейшую роль в насаждении революционных и националистических настроений в Ирландии сыграло военное противостояние революционной Франции и Великобритании.
Так, Общество объединённых ирландцев, образованное в 1791 году, и включившее в себя прежде всего либеральных протестантов, основал в 1798 году Рибеллион с помощью войск, посланных революционной Франции, но восстание (бунт) это не удалось. Второе восстание в 1803 году было быстро подавлено. «Молодая Ирландия» (новое движение, образованное в 1830-х годах), порвало с провозглашённым Дэниэлом О’Коннеллом принципом ненасилия, сочтя борьбу с оружием в руках законной. Некоторые члены «Молодой Ирландии», участвовавшие в восстании за отделение Ирландии в 1848 году, были сосланы на Землю Вандимена. Часть их бежала в Соединённые Штаты, где они объединились с другими ирландскими ссыльными, сформировав фенианское братство. Вместе с Ирландским республиканским Братством, основанным в Ирландии Джеймсом Стивенсом и другими, в 1858 году они составляли движение, известное как «фениев», целью которого было свержение британского имперского правления в Ирландии. Они организовали ещё одно восстание в 1867 году, и террористические кампании в Англии в 1880-х годах. По своему характеру движение было антиколониальным, революционным, национально-освободительным движением. Количество его участников в Ирландии оценивалось в 80 000 человек.
В начале XX века члены ИРА, в частности Том Кларк и Шон МакДермотт, начали планировать новое, Пасхальное восстание, произошедшее с 24 по 30 апреля 1916 года, когда члены ирландских добровольцев и Ирландской гражданской армии захватили центр Дублина, провозгласили республику, и сдерживали британские силы в течение почти недели. Казнь лидеров восстания, включая Кларка, МакДермотта, Патрика Пирса и Джеймса Коннолли, привела к всплеску поддержки республиканизма в Ирландии. В значительной степени эти успехи достигнуты финансированием кайзеровской Германией беспорядков в Британской империи (подобная тактика была применена также и против России, и достигла успеха — Россия вышла из войны(не доказано)).
Казнь революционных лидеров (Кларка, МакДермотта, Патрика Пирса и Джеймс Коннолли) привели к росту поддержки сепаратизма в Ирландии. В 1917 году партия Шинн Фейн провозгласила своей целью «обеспечение международного признания Ирландии как независимой ирландской республики», а на всеобщих выборах 1918 года Шинн Фейн заняла 73 из 105 ирландских мест в Палате общин Великобритании.  Избранные члены не заняли свои места, а вместо этого создали Первый Дэйл. Между 1919 и 1921 Ирландская республиканская армия (ИРА), лояльная к Дэйлу, воевала против британской армии и королевской ирландской полицией (Royal Irish Constabulary, RIC), и опиралась в основном на силы римский католицизм в ирландской войне за независимость. Переговоры между британцами и ирландцами в конце 1921 года привели к соглашению, по которому британцы не дали самостоятельность всей Ирландской республике из 32 графств, а создали Ирландское Свободное государство из 26 графств со статусом доминиона. Это привело к ирландской гражданской войне, в которой республиканцы были побеждены своими бывшими товарищами. Свободное государство стало независимой конституционной монархией после Бальфурской декларации 1926 года; после Вестминстерского статута 1931 года; изменила своё название на Éire / Ireland, и стала республикой с принятием Конституции Ирландии в 1937 году; уже формально описав себя таковой с принятием Республиканского акта об Ирландии 1948 года. В том же 1948 году республиканское движение приняло решение сосредоточить усилия на Северной Ирландии. Пограничная кампания, продолжавшаяся с 1956 по 1962 год, сопровождалась взрывами и нападениями на казармы Королевской полиции Ольстера.
Провал этой кампании привёл республиканское руководство к переключению на политическую деятельность, причём она сильно полевела (в то время Великобритания находилась в состоянии холодной войны с коммунистическим СССР). После начала «Смуты» в 1968-1969 гг. движение раскололось между лидерами левых и традиционалистов (это произошло в начале 1970-х). Обе стороны были первоначально вовлечены в вооружённую кампанию против британского государства, но их лидеры постепенно перешли в большую политику после официального прекращения огня ИРА в 1972 году; ассоциируемый «Официальный Шинн Фейн» в конце концов переименовал себя в Рабочую партию Ирландии. Временная ИРА, за исключением случаев кратковременного прекращения огня в 1972 и 1975 годах, в течение почти тридцати лет продолжала кампанию насилия, направленную против сил безопасности и гражданских объектов (особенно предприятий).
Хотя Социал-демократическая и лейбористская партия (СДЛП) поддержала националистов Северной Ирландии в таких инициативах, как Соглашение Саннингдейла 1973 года, республиканцы не приняли в нём участия, полагая, что вывод британских войск и создание объединённой Ирландии были необходимым предварительным условием любого соглашения. Это изменилось с исторической речью Дэнни Моррисона в 1981 году, отстаивающей так называемую стратегию «Армалитов и избирательных урн». Под руководством Джерри Адамса Шинн Фейн начала концентрироваться на поиске политического урегулирования. Когда в 1986 году партия проголосовала за то, чтобы занять места в законодательных органах в Ирландии, произошёл массовое отстранение республиканцев, которые создали республиканскую Шинн Фейн и IRA Continuity. После диалога Хьюма-Адамса Шинн Фейн приняла участие в мирном процессе в Северной Ирландии, который привёл к прекращению огня ИРА в 1994 и 1997 годах и Соглашению Страстной пятницы 1998 года. После выборов в Ассамблею Северной Ирландии республиканцы заседали в правительстве Северной Ирландии впервые, тогда Мартин МакГиннесс и Байрбре де Брун были избраны в исполнительную власть Северной Ирландии. Однако произошёл ещё один раскол: республиканцы, выступавшие против Соглашения, создали Движение за суверенитет 32 округов и Подлинную ИРА. Сегодня ирландский республиканизм разделён между теми, кто поддерживает институты, созданные в соответствии с Соглашением Страстной пятницы и Соглашением Сент-Эндрюса, и теми, кто противостоит им. Последних часто называют республиканцами-диссидентами.

## История

### История британского правления в Ирландии
После нормандского вторжения в Ирландию в XII веке Ирландия (или её части) находились в подчинении Англии. Хотя некоторые коренные гэльские жители пытались сопротивляться этой оккупации, но единой политической цели среди феодалов острова не существовало. Завоевание Ирландии Тюдорами произошло в 16-м веке. Так началась колонизация Ирландии, в процессе которой земли, принадлежавшие гэльским ирландским кланам и нормандским династиям, были конфискованы и переданы протестантским поселенцам («плантаторам») из Англии и Шотландии. Заселение британцами Ольстера началось в 1609 году, и провинция была основательно колонизирована с английскими и шотландскими поселенцами. Кампании против присутствия англичан на острове происходили задолго до появления ирландской республиканской идеологии. В 1590-х годах сопротивление возглавлял Хью О’Нил (см. «Девятилетнюю войну»). Ирландские вожди были в конечном итоге побеждены, что привело к их изгнанию («бегство графов») и началу колонизации Ольстера в 1609 году. Во время Тридцатилетней войны ирландские ссыльные в Испании обратились к Филиппу IV с просьбой начать вторжение в Ирландии, и поэтому в декабре 1627 года министры Филиппа в Мадриде подготовили документ, в котором, среди прочего, содержалось первое предложение об ирландской республике с целью предотвращения конфликта между графами Тирона и Тирконнелла из-за короны Ирландии. В конечном счёте, однако, вторжение не произошло.

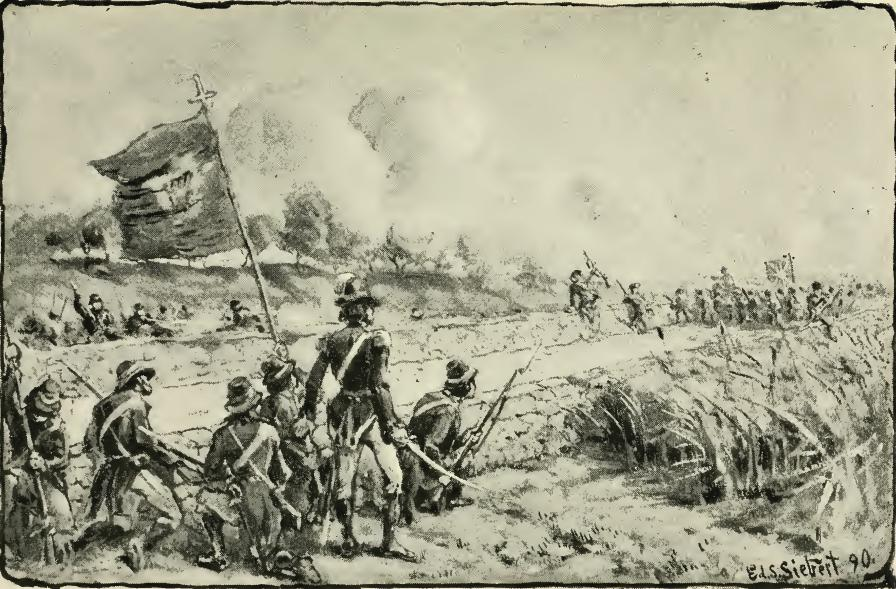
В конце 18-го века поражение в битве при Киллало положила конец восстанию

Десять лет спустя началось ирландское восстание 1641 года. В нём участвовала коалиция между ирландцами и древнеанглийскими поселенцами (потомки английских и нормандских поселенцев, живших на острове со во времени вторжения норманнов), выступивших вместе против английских правителей. Начинаясь как государственный переворот с целью восстановления потерянных земель на севере Ирландии и защиты католических религиозных и имущественных прав (он был подавлен пуританским парламентом Англии), восстание превратилось в ирландские Конфедеративные войны. Летом 1642 года католические высшие классы образовали католическую конфедерацию, которая стала правительством Ирландии де-факто на короткий период до 1649 года, когда силы английского парламента осуществили Кромвельское завоевание Ирландии, после чего старые землевладельцы навсегда утратили свою собственность.
Аграрный (земельный) вопрос продолжал оказывать важнейшую роль в Ирландии, поскольку вызванное действиями лендлордов расслоение, использование общинных земель не для возделывания пшеницы провоцировало сокращение населения Ирландии (в том числе и эмиграцией). Происходившие регулярные случаи голода вызывали восстания. Среди восставших выделялись интересные личности, так разбойник Галлахер нападал только на английских богачей и делился добычей с ирландцами.

### Общество объединённых ирландцев и ирландского восстания 1798 года
Основные статьи: Общество объединённых ирландцев и ирландское восстание 1798 года

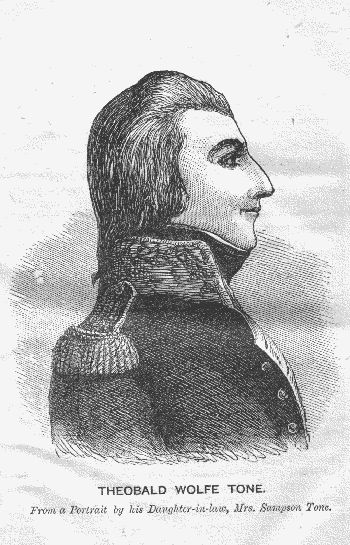
Вольф Тон около 1794 года. Многие считают его отцом ирландского республиканизма.

Ирландский республиканизм берёт своё начало в идеалах американской и французской революций конца XVIII века. В Ирландии эти идеалы были приняты Обществом объединённых ирландцев, основанным в 1791 году. Первоначально они стремились реформировать ирландский парламент, например, положить конец религиозной дискриминации против инакомыслящих и католиков, что было закреплено в Уголовном законодательстве, затем общество стало революционной группой, выступающей за ирландскую республику, свободную от британского контроля.
На этом этапе движение возглавляли в основном либеральные протестанты, в частности, пресвитериане из провинции Ольстер. Членами-основателями «Объединённых ирландцев» были главным образом южно-ирландские протестантские аристократы, такие как Вольф Тон , Томас Рассел, Генри Джой МакКракен, Джеймс Нэппер Тэнди и Сэмюэль Нилсон. К 1797 году Общество объединённых ирландцев насчитывало около 100 000 членов. Преодолев религиозную пропасть в Ирландии, в неё входили католики, пресвитериане и даже англиканцы из господствующей протестантской религии. Это затем привлекло поддержку и членство католических аграрных групп сопротивления, таких как организация Защитников, которые были в конечном счёте включены в Общество.
Ирландское восстание 1798 года началось 23 мая, первые столкновения происходят в графстве Килдэр 24 мая, перед распространением по всему Лейнстер, а также Антрим и других районах страны. Французские солдаты высадились в Киллало 22 августа и участвовали в боевых действиях на стороне повстанцев. Хотя они имели значительный успех против британских войск в графстве Уэксфорд, повстанческие силы были в конечном итоге побеждены. Ключевые фигуры в организации были арестованы и казнены.

### Акты Союза

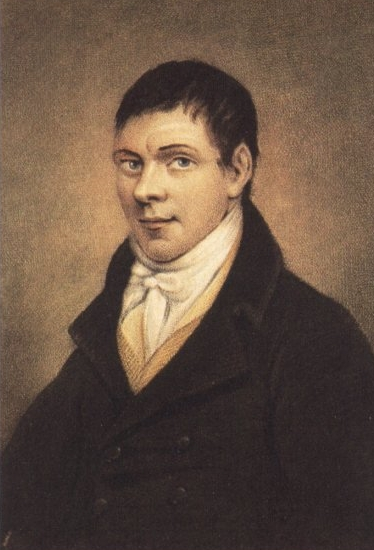
Майкл Двайер

Хотя восстание 1798 года в конечном итоге было подавлено, отдельные республиканские партизанские вылазки под руководством Майкла Двайера и Джозефа Холта против британской армии продолжались ещё некоторое время  в горах Уиклоу, включая например нападения на небольшие группы йоменов. Эти действия были восприняты некоторыми как «конвульсии восстания», другие опасались дальнейших широкомасштабных восстаний, поскольку объединённые ирландцы продолжали привлекать большое количество католиков в сельских районах страны, их вооружённые рейды проходили ночью. Также было опасение, что повстанцы снова будут запрашивать военную помощь у французских войск, и ожидалось, что к 10 апреля произойдёт ещё одно восстание.
Эта предполагаемая угроза дальнейших восстаний привела к парламентскому союзу между Королевством Великобритании и Ирландии. После некоторой неопределённости ирландский парламент проголосовал за самороспуск, в 1800 году Актом Союза образовав Соединённое Королевство Великобритании и Ирландии, с результатом голосования 158 против 115. Для достижения этой цели использовался ряд тактических приёмов: так, лорд Каслри и Чарльз Корнваллис, как известно, широко использовали взяточничество. Всего британское пэрство  было предоставлено в общей сложности шестнадцати ирландским землевладельцам. Были созданы ещё двадцать восемь новых ирландских пэрств, в то время как двадцать существующих ирландских пэрств повысились в ранге.
Кроме того, правительство Великобритании стремилось заменить ирландских политиков в ирландском парламенте просоюзными политиками, и те, кто освободил свои места, получили вознаграждение, в результате чего за восемнадцать месяцев до принятия решения в 1800 году один пятая часть Ирландской палаты общин изменила своё представительство из-за этих действий и смерти некоторых из них. Премьер-министр Уильям Питт Младший также пообещал, что он проведёт эмансипацию католиков, хотя после успешного принятия Актов Союза Георг III увидел, что это обещание так и не было реализовано, так что католикам не были предоставлены права, которые были обещаны до принятия этого закона.

### Роберт Эммет

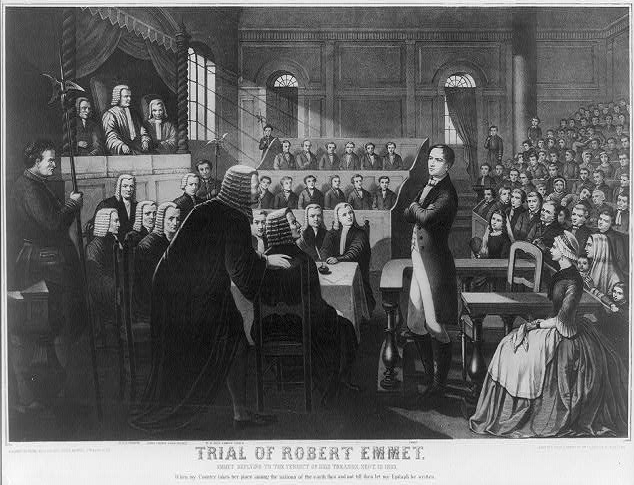
Иллюстрация к судебному процессу над Робертом Эмметтом

Вторая попытка создания независимой ирландской республики произошла при Роберте Эммете в 1803 году. Ранее Эммет был исключён из Тринити-колледжа в Дублине за свои политические взгляды.  Как и лидеры восстания 1798 года, Эммет был членом «Объединённых ирландцев», вслед за своим братом Томасом Эддисом Эмметом , который был заключён в тюрьму за членство в организации. Роберт Эммет и его соратники собирались захватить Дублинский замок, приготовив для этого оружие и порох в нескольких местах в Дублине.
В отличие от событий 1798 года, подготовка к восстанию была успешно скрыта от правительства и сил правопорядка, так что несмотря на то, что преждевременный взрыв на складе оружия привлёк внимание полиции, они не знали о действиях организации «Объединённые ирландцы», и не владели никакой информацией о планируемом восстании. Эммет надеялся избежать проблем предыдущего восстания и не привлекал большое количество людей за пределами Дублина. Ожидалось, что окрестности Дублина будут достаточно подготовлены к восстанию, если его объявят, а Томаса Рассела отправят в северные районы страны, чтобы подготовить там республиканцев.

Эммет выступил с провозглашением независимости, адресованным «Временным правительством» народу Ирландии, повторяя настроения республиканцев, выраженные во время предыдущего восстания:
Теперь вы призваны показать миру, что вы способны занять своё место среди наций, что вы имеете право требовать признания их независимости как независимой страны ... Поэтому мы торжественно заявляем, что наша цель состоит в том, чтобы создать свободную и независимую республику в Ирландии: что для достижения этой цели мы готовы пожертвовать своей жизнью ... Мы не ведём войну против любой религиозной секты ... Мы ведём войну против английского владычества.
Оригинальный текст (англ.)You are now called on to show to the world that you are competent to take your place among nations, that you have a right to claim their recognisance of you, as an independent country ... We therefore solemnly declare, that our object is to establish a free and independent republic in Ireland: that the pursuit of this object we will relinquish only with our lives ... We war against no religious sect ... We war against English dominion. 
Однако недостаточная согласованность и срыв договорённостей привели к значительно меньшей силе начавшегося в Дублине вечером 23 июля восстания. Люди Эммета не смогли захватить Дублинский замок, и восстание переросло в беспорядки, которые происходили спорадически в течение ночи. Эммет сбежал и некоторое время скрывался в горах Уиклоу и Гарольд-Кросс , но был захвачен 25 августа и повешен 20 сентября 1803 года, после чего Общество объединённых ирландцев было фактически уничтожено.

### Молодая Ирландия и Ирландская Конфедерация

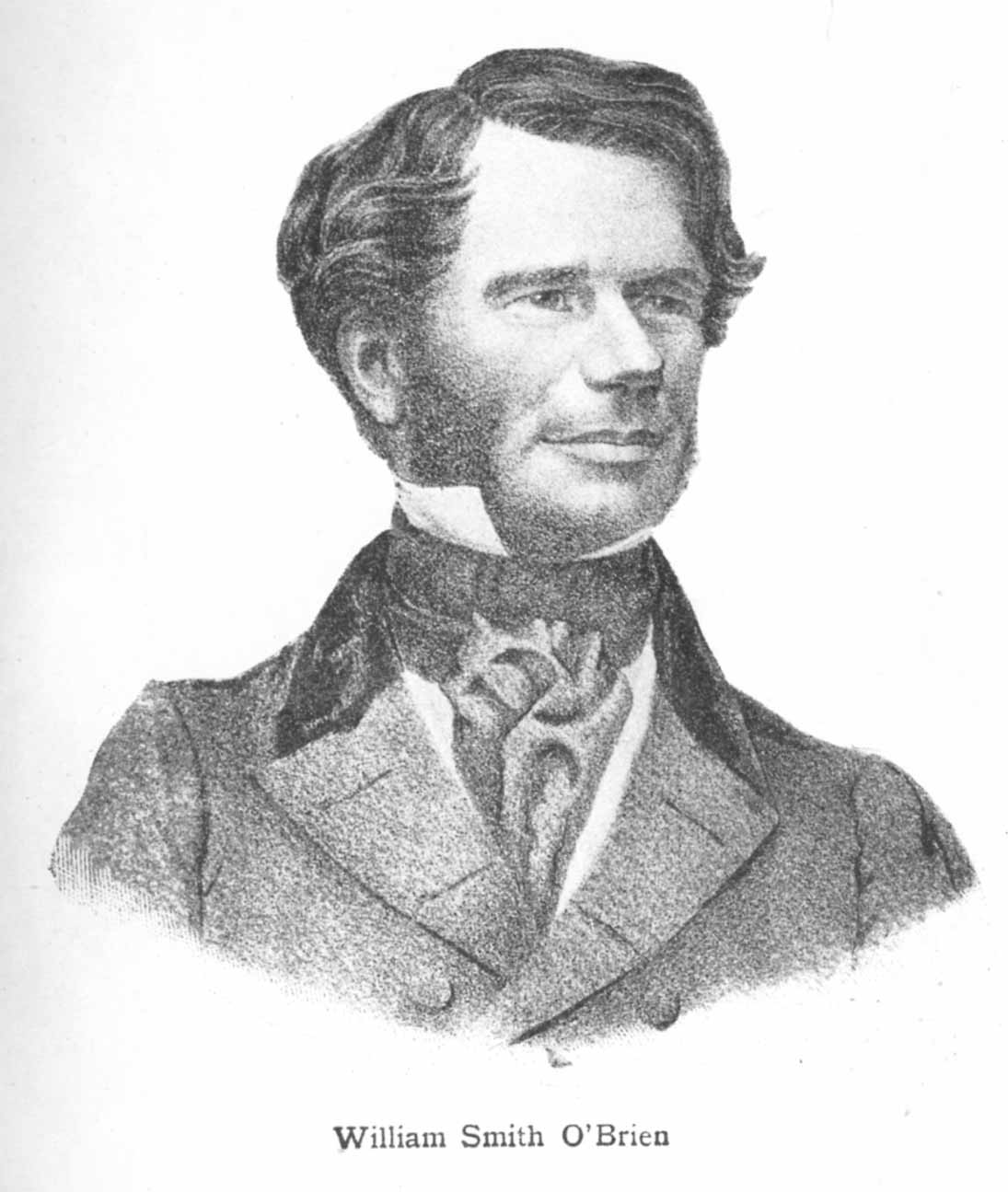
Уильям Смит О'Брайен, лидер движения Молодой Ирландии

Движение «Молодая Ирландия» зародилось в конце 1830-х годов, причём сам термин изначально был уничижительным, придуманным британской прессой для описания членов Ассоциации отмены (массовой кампании за отмену Актов Союза 1800 года, закрепивших присоединение Королевства Ирландии к Великобритании), связанных с ирландской националистической газетой The Nation.  Поощряя отмену Актов Союза, члены движения «Молодая Ирландия» выступали за устранение британских властей из Ирландии и восстановление ирландского парламента в Дублине.  Группа также преследовала культурные цели и поощряла изучение ирландской истории и возрождение ирландского языка.  Среди влиятельных молодых ирландцев были Чарльз Гаван Даффи ,Томас Дэвис и Джон Блейк Диллон, три основателя The Nation, а также Уильям Смит О'Брайен, лидер движения «Молодая Ирландия».
Молодые ирландцы в конце концов покинули Ассоциацию отмены. Лидер Ассоциации отмены, Даниэль О'Коннелл, выступил против использования физической силы для достижения целей, приняв «мирные резолюции», объявляющие, что насилие и сила не должны применяться.  Хотя молодые ирландцы не поддержали применение насилия, авторы «Нации» утверждали, что введение этих мирных резолюций было не своевременным и что прямое объявление о том, что физическая сила никогда не будет использоваться, приведёт к игнорированию этих требований.
Уильям Смит О'Брайен, который ранее работал над достижением компромисса между О'Коннеллом и группой «Нация», также был обеспокоен и утверждал, что он опасается, что эти резолюции были попыткой исключить молодых ирландцев из Ассоциации в целом.  На собрании Ассоциации, состоявшемся в июле 1846 года в Согласительном зале, место встречи Ассоциации, Томас Фрэнсис Мигер , молодой ирландец, выступая с мирными резолюциями, произнёс речь, в которой он заявил: «Мы не можем отвергать использование оружия для защиты национальных прав ... Для защиты или утверждения свободы нации, я считаю меч священным оружием".  Джон О'Коннелл , сын Даниэля О'Коннелла, присутствовал на слушаниях и прервал речь Мигера, утверждая, что Мигер больше не может быть частью той же ассоциации, что и О'Коннелл и его сторонники. После некоторого протеста молодые ирландцы навсегда покинули Согласительный зал и Ассоциацию отмены, основав Ирландскую Конфедерацию 13 января 1847 года после провала переговоров о воссоединении.

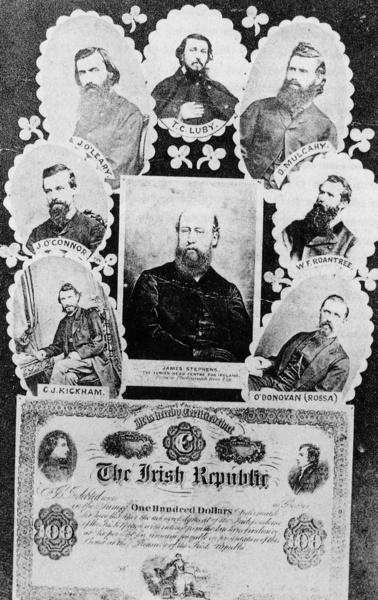
Некоторые из основателей Ирландского республиканского братства

Движение молодых ирландцев завершились провалом восстания 1848 года, на развитие которого оказала влияние революция 1848 года во Франции и бездействие правительства во время Великого Голода. Это приостановило законную практику Habeas Corpus, и позволило правительство сажать в тюрьму молодых ирландцев и других политических противников без суда и следствия, так что восстание было подавлено. После неудачного восстания несколько лидеров повстанцев были арестованы и осуждены за мятеж. Первоначально приговорённый к смертной казни, Смит О'Брайен и другие члены Ирландской Конфедерации были доставлены на Землю Ван Димена.

### Фенское движение
Движение фений состояло из братства фениев и ирландского республиканского братства (IRB), братских организаций, основанных в Соединённых Штатах и Ирландии соответственно с целью создания независимой республики в Ирландии.
IRB был основан в День Святого Патрика 1858 года в Дублине.  На первом собрании присутствовали Джеймс Стивенс, Томас Кларк Луби, Питер Ланган, Джозеф Денифф, Гаррет О'Шонесси и Чарльз Кикхэм.  Стивенс ранее находился в ссылке в Париже вместе с Джоном О'Махони, участвуя в восстании 1848 года и спасаясь бегством, чтобы избежать пленения. О'Махони уехал из Франции в Америку в середине 1850-х годов и вместе с Майклом Доэни основал Ассоциацию памятников Эммету. Стивенс вернулся в Ирландию в 1856 году.

Оригинальная присяга общества, составленная Луби под руководством Стивенса, гласила:
Я, <имя и фамилия>., торжественно клянусь в присутствии Всемогущего Бога, что я сделаю всё возможное, с любым риском, пока длится жизнь, чтобы [другие версии, согласно Луби, установить в Ирландии независимую Демократическую Республику]; что я буду безоговорочно подчиняться приказам моих начальников во всём, что не противоречит закону Божьему [«законам морали»]; и что я буду хранить в неприкосновенной тайне все операции [«дела»] этого тайного общества, которые могут быть мне доведены до сведения. И да поможет мне Бог! Аминь. 
Братство Фениев было партнёрской организацией IRB, созданной в том же году в Соединённых Штатах О'Махони и Доэни.  Основная цель «Фенийского братства» заключалась в поставке оружия и средств для своего ирландского коллеги и мобилизации поддержки ирландского республиканского движения в Соединённых Штатах.  Термин «фении» был придуман О'Махони, который назвал американское крыло движения в честь Фианны — класса воинов, существовавшего в гэльской Ирландии. Этот термин стал популярным и до сих пор используется, особенно в Северной Ирландии и Шотландии, где он распространился на всех ирландских националистов и республиканцев, а также стал уничижительным термином для ирландских католиков.
Общественная поддержка фенианского движения в Ирландии выросла в ноябре 1861 года после похорон Теренса Макмануса, члена Ирландской Конфедерации, которую организовали Стивенс и фенианцы и на которых присутствовало от двадцати до тридцати тысяч человек.  После этого Стивенс (в сопровождении Луби) предпринял серию организационных туров по острову.
В 1865 году Фенианское Братство в Америке раскололось на две фракции. Одним из них руководил О'Махони при поддержке Стивенса. Другой, более могущественный, возглавлял Уильям Р. Робертс. Фенианцы всегда планировали вооружённое восстание, но теперь возникли разногласия относительно того, как и где это восстание может быть осуществлено. Фракция Робертса предпочла сосредоточить все военные усилия на Британской Канаде (Робертс и его сторонники предположили, что победа американских фенией в соседней Канаде приведёт к успеху ирландское республиканское движение в целом).  Другой, возглавляемый О'Махони, предложил запланировать восстание в Ирландии на 1866 год.  Несмотря на это, крыло движения О'Махони само пыталось захватить остров Кампобелло в Нью-Брансуике, но им не удалось, в апреле 1866 года.  После этой неудачи фракция Робертса из Братства Фений осуществила свою собственную, оккупировав деревню Форт Эри, Онтарио 31 мая 1866 года и вступив в бой с канадскими войсками в битвах за Риджуэй и Форт Эри 2 июня.  Именно в отношении фенией, сражавшихся в этой битве, впервые было использовано название «Ирландская республиканская армия». Эти (и последующие) нападения в Канаде известны под общим названием «рейды фениев».

### Девятнадцатый век

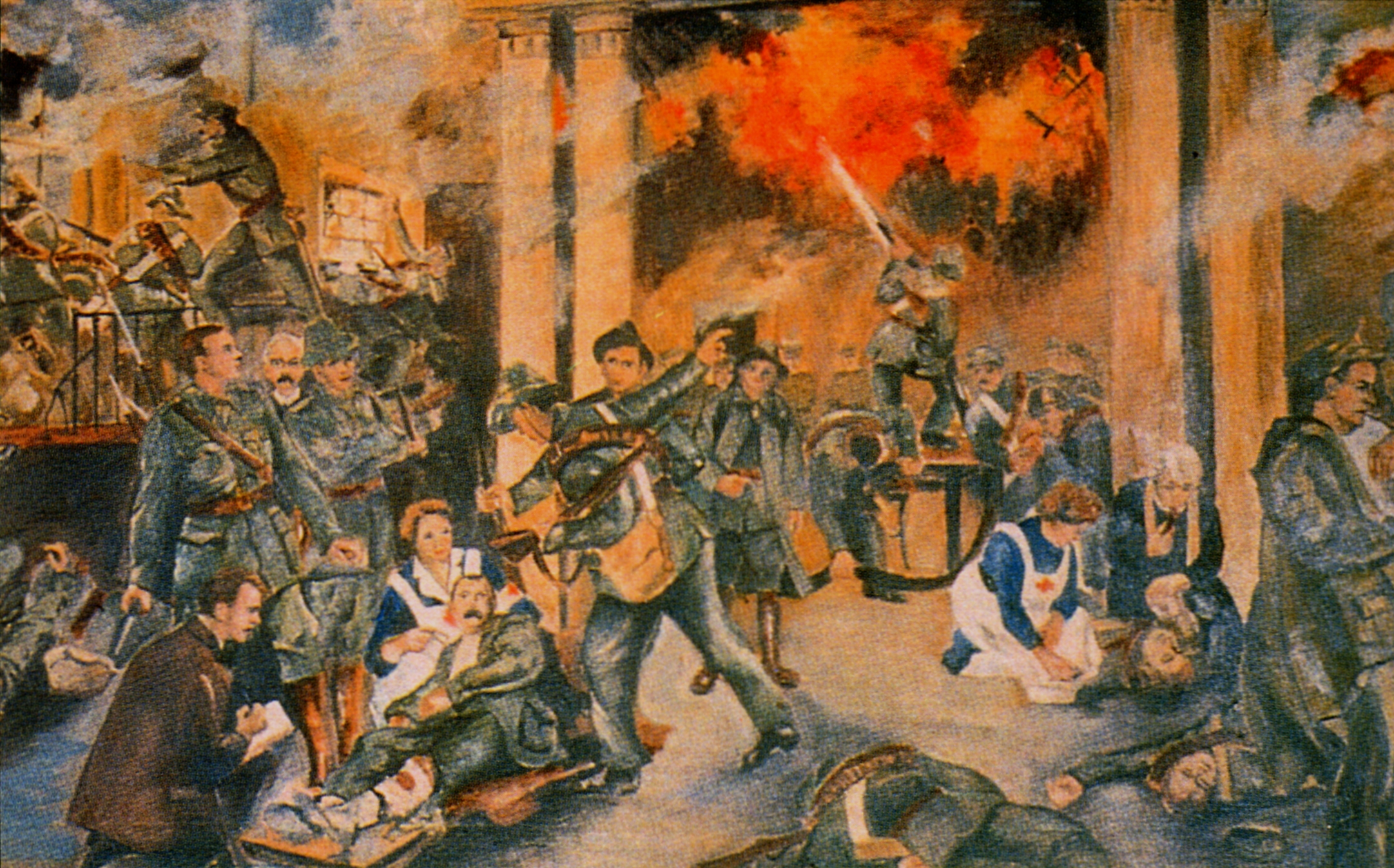
Изображение пасхального восстания

После Акта об объединении, когда в 1801 году Ирландия и Великобритания объединились в Соединённое Королевство, ирландское движение за независимость подавлялось британскими властями. Националистические восстания против британского правления в 1803 году руководимое Робертом Эмметом, в 1848 году (молодые ирландцы) и в 1865 и 1867 годах (фении) сопровождались жёсткими репрессиями со стороны британских войск.
В 1916 году в Дублине было организовано Пасхальное восстание, организованное Ирландским республиканским братством, была провозглашена Ирландская республика, хотя и без серьёзной народной поддержки. Восстание было подавлено через шесть дней, и большинство его лидеров были казнены британскими властями. Это был поворотный момент в истории Ирландии, который привёл к войне за независимость, и концу британского правления на большей части территории Ирландии.
С 1919 по 1921 год Ирландская республиканская армия (ИРА) была организована как партизанская армия под руководством Ричарда Малкахи и Майкла Коллинза в качестве начальника разведки, и сражалась против британских войск.

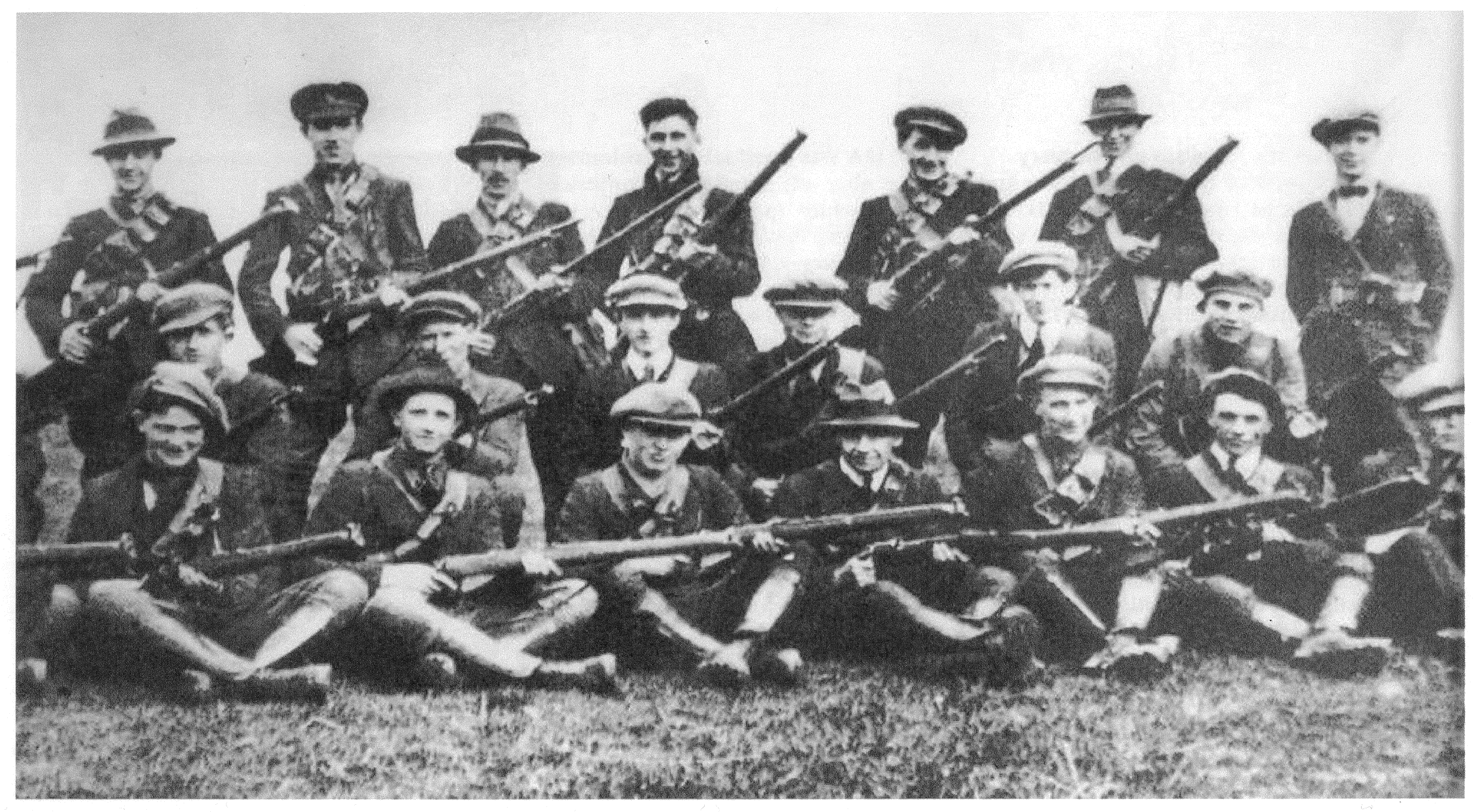
Летучий отряд ИРА Шона Хогана во время ирландской войны за независимость.

Во время англо-ирландской войны (или Войны за независимость) британцы послали военизированную полицию, «чёрно-загорелых» и вспомогательную дивизию, чтобы помочь британской армии и Королевской полиции Ирландии. Эти группы совершали зверства, в том числе убивали захваченных военнопленных и любых ирландских мирных жителей, которые, по их мнению, сочувствовали ИРА. Среди самых гнусных их действий были резня в ноябре 1920 года, названная Кровавое воскресенье, и сожжение половины города Корк в декабре того же года. Эти зверства вместе с популярностью республиканского идеала и подавлением британцами республиканского политического выражения привели к широкой поддержке ирландских повстанцев по всей Ирландии.
В 1921 году британское правительство во главе с Дэвидом Ллойд Джорджем заключило англо-ирландский договор с республиканскими лидерами во главе с Артуром Гриффитом, который был делегирован в качестве полномочных представителей от имени Второго Дэйла , тем самым положив конец конфликту.

### Ирландское Свободное Государство и Ирландская Республика
Основные статьи: Англо-ирландский договор, Ирландское свободное государство, и Гражданская война в Ирландии.
Хотя многие по всей стране были недовольны англо-ирландским договором (поскольку во время войны ИРА боролась за независимость всей Ирландии и за республику, а не за разделённое владение под британской короной), некоторые республиканцы были удовлетворены тем, что договор был лучшим, чего можно было достичь в то время. Однако значительное число выступило против этого. Дэйл Эйрианн , ирландский парламент, проголосовал за его ратификацию 64 голосами против 57 , причём большинство полагало, что договор создал новую основу для продвижения вперёд. Имон де Валера, который занимал пост президента Ирландской республики во время войны, отказался принять решение Дэйла и вывел противников договора из палаты представителей. Республиканцы, выступавшие за Договор, организовались в партию Cumann na nGaedheal , в то время как республиканцы, выступавшие против Договора, сохранили имя Sinn Féin. Сама ИРА раскололась между сторонниками и элементами, выступающими против Договора, причём первые сформировали ядро новой Ирландской национальной армии.
Майкл Коллинз стал главнокомандующим Национальной армией. Вскоре после этого некоторые диссиденты, по-видимому, без разрешения руководства армии ИРА, выступающего против Договора, заняли четыре двора в Дублине и похитили Дж. Дж. «Джинджер» О'Коннелла, генерала, выступавшего за Договор. Новое правительство, отвечая на эту провокацию и усилившееся британское давление после убийства сэра Генри Уилсона в Лондоне отрядом ИРА, выступавшим против договора, приказало регулярной армии занять четыре суда, тем самым начав гражданскую войну в Ирландии . Считается, что Коллинз продолжал финансировать и снабжать ИРА в Северной Ирландии на протяжении всей гражданской войны, но после его смерти У. Т. Косгрейв (новый президент Исполнительного совета или премьер-министр) прекратил эту поддержку.
К маю 1923 года война закончилась по приказу Фрэнка Эйкена, который приказал членам ИРА сложить оружие. Однако жёсткие меры, принятые обеими сторонами, включая убийства, казни и другие зверства, оставили горькое наследие в ирландской политике на десятилетия вперёд.
Де Валера, который решительно поддерживал республиканскую сторону, выступающую против договора в гражданской войне, пересмотрел свои взгляды, находясь в тюрьме, и пришёл к согласию с идеями политической деятельности в соответствии с положениями конституции Свободного государства. Вместо того чтобы полностью воздерживаться от политики Свободного государства, он теперь стремился республиканизировать её изнутри. Однако ему и его сторонникам, в число которых входило большинство Шинн Фейн, не удалось убедить большинство выступавшей против договора Шинн Фейн в своих взглядах, и движение снова раскололось. В 1926 году он сформировал новую партию под названием Fianna Fáil («Солдаты судьбы»), включив в качестве её членов большую часть Шинн Фейн. В 1931 году после принятия Вестминстерского статута страна стала суверенным государством вместе с другими доминионами и Соединённым Королевством.  В следующем году Де Валера был назначен президентом Исполнительного совета Свободного государства и начал медленный процесс превращения страны из конституционной монархии в конституционную республику, тем самым выполнив предсказание Коллинза о «свободе достижения свободы».
К тому времени ИРА была вовлечена в конфронтацию с синерубашечниками, квазифашистской группировкой, возглавляемой бывшим лидером Войны за независимость и сторонником Договора Эоином О'Даффи. О'Даффи смотрел на фашистскую Италию как пример для Ирландии. Несколько сотен сторонников О'Даффи ненадолго отправились в Испанию, став волонтёрами на стороне националистов в гражданской войне в Испании, а меньшее количество бывших членов ИРА, коммунистов и представителей других партий участвовало на стороне республиканцев.
В 1937 году правительство де Валеры разработало Конституцию Ирландии и одобрило её на референдуме большинством населения Свободного государства. Конституция изменила название государства на Éire на ирландском языке (Ирландия на английском языке) и утвердила его национальную территорию как всю Ирландию.  Новое государство возглавил президент Ирландии, избранный всеобщим голосованием. Новая Конституция удалила все ссылки на монархию, но иностранные дипломаты продолжали представлять свои верительные грамоты королю в соответствии с Законом об исполнительной власти (внешние сношения) 1936 года, который не был отменён. Новое государство имело объективные характеристики республики и называлось таковым самим де Валера, но оно оставалось в составе Британского Содружества наций и рассматривалось британцами как доминион, как Канада, Австралия, Новая Зеландия и Южная Африка. Кроме того, притязания на весь остров не отражали практическую реальность и разжигали антидублинские настроения среди северных протестантов.
В 1948 году Фианна Файл впервые за шестнадцать лет покинула свой пост. Джон А. Костелло, лидер коалиционного правительства, объявил о своём намерении объявить Ирландию республикой.  Закон об Ирландии 1948 года, который описывал государство как Республика Ирландия (без изменения его названия или конституционного статуса), побудил британское правительство принять Закон об Ирландии 1949 года, в котором говорилось, что Северная Ирландия будет оставаться частью Соединённого Королевства, если Парламент Северной Ирландии не проголосует за сецессию, и Ирландия перестала быть членом Содружества. В результате этого — а также из-за того, что продолжающаяся борьба с дублинским правительством была тщетной — республиканское движение приняло решение с тех пор сосредоточить внимание на Северной Ирландии. Решение было объявлено ИРА в своём пасхальном заявлении 1949 года.

## Республиканизм в Северной Ирландии

### 1921–1966
В 1921 году Ирландия была разделена. Большая часть страны стала частью независимого ирландского Свободного государства . Однако шесть из девяти графств  Ольстера остались частью Соединённого Королевства как Северная Ирландия. На выборах 1921 года  в Северной Ирландии
- Антрим, Даун и Белфаст имели юнионистское большинство более 25%.
- В округе Лондондерри разбивка на этих выборах составила 56,2% юнионистов / 43,8% националистов.
- В Арме соотношение составляло 55,3% националистов / 44,7% националистов.
- В Фермана-Тайроне (который был единственным избирательным округом), соотношение 54,7% националистов / 45,3% юнионистов. (Тайрон был на 55,4% католическим в переписи 1911 года и на 55,5% в переписи 1926 года, хотя, конечно, только взрослые имели голос; с другой стороны, религиозная и национальная принадлежность, хотя и тесно связанные, не так абсолютны, как принято считать). В большинстве этих округов были большие анклавы, в которых преобладали националисты или юнионисты (Южный Арма, Западный Тайрон, Западный Лондондерри и части Северного Антрима были в основном националистическими, тогда как большая часть Северного Арма, Восточного Лондондерри, Восточного Тайрона и большей части Антрима были / являются в основном юнионистскими).

Эта территория Северной Ирландии, как установлено Законом о правительстве Ирландии 1920 года , имела собственное провинциальное правительство, которое контролировалось в течение 50 лет до 1972 года консервативной альянсской партией Ольстера (UUP). Тенденция голосовать по сектантским линиям и пропорциям каждой религиозной конфессии гарантировала, что никогда не будет смены правительства. В местном самоуправлении были проведены границы избирательных округов, чтобы разделить националистические общины на два или даже три избирательных округа и таким образом ослабить их влияние (см. Gerrymandering).
Националистическое население (в основном католическое) в Северной Ирландии, помимо чувства политического отчуждения, также было отчуждено экономически, часто с более низким уровнем жизни по сравнению со своими протестантскими (в основном юнионистскими) соседями, с меньшим количеством рабочих мест и проживанием в гетто в Белфасте, Дерри, Арма и других местах. Многие католики считали, что юнионистское правительство было недемократичным, фанатичным и поддерживало только протестантов. Эмиграция по экономическим причинам препятствовала росту националистического населения, несмотря на более высокий уровень рождаемости. Хотя бедность, миграция и безработица были довольно широко распространены (хотя и не в одинаковой степени) среди протестантов, с другой стороны, экономическая ситуация в Северной Ирландии (даже для католиков) долгое время, вероятно, всё ещё была лучше, чем в Республика Ирландия.
В 1930-х годах ИРА предприняла ряд нападений на Королевскую полицию Ольстера (РУС) и британскую армию в Северной Ирландии. ИРА начала ещё одну вооружённую кампанию в Британии в 1939 году. Во время Второй мировой войны руководство ИРА надеялось на поддержку со стороны Германии, и в 1940 году туда прибыл начальник штаба Шон Рассел; он умер позже в том же году после того, как заболел на подводной лодке, которая возвращала его в Ирландию (возможно, с целью начала спонсируемой Германией революции в Ирландии). Подозреваемые республиканцы были интернированы по обе стороны границы, по разным причинам.
Пограничные кампании в середине 1950-х годов была последней попыткой традиционных военных действий и кончились провалом. Движению нужно было пересмотреть свою стратегию.

### 1966–1969
В конце 1960-х годов ирландские политические активисты обнаружили параллели с их борьбой против религиозной дискриминации в кампании за гражданские права афроамериканцев в США против расовой дискриминации. Студенческие лидеры, такие как Бернадетт Девлин Макалиски и националистические политики, такие как Остин Керри, пытались использовать ненасильственные действия, чтобы привлечь внимание к вопиющей дискриминации. К 1968 году Европа в целом была охвачена борьбой между радикализмом и консервативизмом. В Шинн Фейн разгорелись те же дебаты. Основная мысль заключалась в том, что протестантские ирландцы и женщины не выступят против единой Ирландии, а главный путь достижения цели принятие социализма, который позволит избавиться от религиозной ненависти. Они решили больше не вовлекаться в межобщинное насилие.
В ответ на кампанию за гражданские права в протестантской общине стали появляться сторонники военизированных формирований. Ольстерские Добровольческие Силы (UVF) был первым из них. UVF изначально существовал среди сторонников ольстерских протестантов до Первой мировой войны, чтобы противостоять самоуправлению. В 1960-х годах боевики-лоялисты, воодушевлённые некоторыми политиками, вновь начали возражать против любых попыток воссоединения Северной Ирландии с Ирландской Республикой, что, по их мнению, привело к любым изменениям их статуса по отношению к католикам.
К середине 1969 года произошёл взрыв насилия в Северной Ирландии. В соответствии со своей новой политической идеологией, ИРА отказалась вмешиваться. К концу августа британскому правительству пришлось вмешаться и объявить чрезвычайное положение, отправив большое количество войск в Северную Ирландию, чтобы остановить межобщинное насилие. Первоначально некоторые католики приветствовали его в качестве защитников, но позднее такие события, как Кровавое воскресенье и комендантский час на Фолс-роуд, обратили многих против британской армии.

### 1970–1985
В республиканском движении стали возникать разногласия между левыми и консерваторами. Лидер ИРА Катал Гулдинг полагал, что ИРА не может победить британцев с помощью военной тактики, и должна превратиться в рабочее революционное движение, которое свергнет оба правительства для достижения социалистической республики в 32 графствах по воле народа (после Вторая мировая война ИРА больше не занималась какими-либо действиями против республики). Гулдинг также подтолкнул ИРА идеологически к марксистско-ленинскому направлению, которое привлекло молодых идеалистических сторонников в Республике, но оттолкнуло и разозлило многих основных сторонников ИРА на Севере. В частности, его решение считать UVF обманутым, а не врагом, было анафемой для традиционалистов и тех, кто был его потенциальными жертвами.
Аргумент привёл к расколу в 1970 году между Официальной ИРА (сторонниками марксистской линии Гулдинга) и Временной ИРА (также называемой Провос, традиционными националистическими республиканцами). Провосами руководил Шон Мак Стиофен, и они немедленно начали широкомасштабную кампанию против британских государственных сил и экономических целей в Северной Ирландии. Официальная ИРА также была изначально вовлечена в вооружённую кампанию эскалацией насилия в обществе. В 1972 году Официальная ИРА объявила о прекращении огня, которое, помимо междоусобиц с другими республиканскими группами, сохранилось до настоящего времени. В настоящее время термин «Ирландская республиканская армия» почти всегда обозначает Временную ИРА.
В течение 1970-х и 1980-х годов конфликт продолжал уносить тысячи жизней, поскольку UVF (и другие лоялистские группы) распространяли атаки на Ирландию, а IRA начала нападения на цели в Англии. Однако некоторые вещи постепенно стали меняться. В 1980-е годы Временный Шинн Фейн (политическое крыло Временной ИРА) начал оспаривать выборы и к середине 1990-х представлял позицию республики на мирных переговорах. В ходе раскола лоялистского движения Юнистерская партия Ольстера предприняла предварительные попытки реформировать себя и привлечь католиков к поддержке союза с Великобританией, в то время как радикальнаяДемократическая юнионистская партия (DUP) во главе с преподобным Ианом Пейсли начала привлекать протестантов-сторонников рабочего класса, которые чувствовали отчуждение от заигрываний UUP с католиками.

### 1986 — настоящее время
В 1986 году на заседании Шинн Фейн Ардфхейс было принято предложение об окончании политики бойкота (отказа занимать места в парламенте Ирландской Республики). Это вызвало раскол в движении, создавшем республиканскую Шинн Фейн, партию, приверженную «временному» видению Шинн Фейн 1970-х годов о федеративной республике 32 округа. Его возглавил бывший президент Шинн Фейн Руайри О Брадай (который ранее привёл «временную» Шинн Фейн к отделению от Официальной Шинн Фейн). Политика участия в выборах Dáil стала известна как стратегия Armalite и урны для голосования.
В 1994 году лидеры двух крупнейших националистических партий Северной Ирландии, Джерри Адамс, лидер Шинн Фейн и Джон Хьюм, лидер Социал-демократической и рабочей партии (СДЛП), вступили в мирные переговоры с лидерами юнионистов, такими как Дэвид Тримбл из UUP и британское правительство. За столом сидели представители большинства военизированных формирований (в том числе ИРА и УВФ). В 1998 году, когда IRA одобрила Соглашение Страстной пятницы между националистическими и юнионистскими партиями и обоими правительствами, другая небольшая группа отделилась от IRA, чтобы сформировать настоящую IRA (RIRA). И The Continuity, и Real IRA атаковали не только британцев и лоялистов, но даже своих собратьев-националистов (членов Sinn Féin, SDLP и IRA).
С 1998 года ИРА и УФФ соблюдают режим прекращения огня. Имеющееся республиканское движение можно разделить на умеренных, желающих воссоединиться с республикой мирным путём, и радикалов, желающих продолжить вооружённую кампанию.
В конце июля 2005 года ИРА объявила, что вооружённый конфликт окончен и применение оружия должно быть прекращено. Сообщается, что в том же году большой запас оружия был «списан». Некоторые юнионисты оспорили утверждение, что это представляло собой весь запас вооружения ИРА.

## Идеология

### Отказ от британского государства
Ирландские республиканцы рассматривают британское правление в любой части Ирландии как изначально незаконный иностранный режим.  Вариантом этого является ирландский республиканский легитимизм , который также отвергает Ирландскую Республику из-за её молчаливого принятия раздела и продолжающегося британского правления в Северной Ирландии.
Отказ от легитимности британского правления распространяется на все институты британского государства.  Это включает отказ от британского парламента (воздержание ),  и отказ от британской полиции и судебной системы,  что привело к разработке республиканцами альтернатив.  Несколько ирландских республиканских политических партий участвовали в местных выборах в Северной Ирландии с 1970-х годов.

### Насилие
По словам Малачи О'Догерти, политики Шинн Фейн часто представляли республиканское террористическое насилие как неизбежный результат раздела и британского правления. Этот риторический приём позволил республиканским политикам избежать ответственности за насилие и продвинуть свои политические цели воссоединённой Ирландии.  Напротив, нереспубликанская SDLP представляет примирение общин как краеугольный камень мирного процесса.

### Социализм
Социализм был частью ирландского республиканского движения с начала 20 века, когда Джеймс Коннолли , ирландский теоретик марксизма и синдикализма , принял участие в Пасхальном восстании 1916 года. Сегодня многие ирландские националистические и республиканские организации, расположенные в Северной Ирландии,выступают за ту или иную форму. социализма, как марксистского, так и немарксистского. Демократическая и лейбористская партия социального , которая до недавнего времени была самой крупной националистической партии в Северной Ирландии, способствует социальной демократии, а воинствующие республиканские партии, такие как Шинн Фейн, Éirígí, Республиканской партии Шинн Фейн, и 32 округа Суверенитет движения всё продвигают свои собственные сорта демократический социализм намеревался перераспределить богатство на всеостровной основе, как только будет достигнута объединённая Ирландия . Ирландская республиканская социалистическое движение, охватывающее Ирландская республиканская социалистическая партия и ирландской Национальной освободительной армии, а также несуществующей официальный Ирландской республиканской армии и ирландский фронт национального освобождения, как известно, для продвижения идеологии, которая сочетает в себе марксизм-ленинизм с традиционной революционной боевой республиканства и утверждается его приверженцами как самое прямое воплощение наследия Коннолли.

### Отношения с христианскими церквями
В статье 1983 года были рассмотрены заявления ирландских республиканцев по вопросу о религии, и выяснилось, что отношение контрастировало с «здравым смыслом», согласно которому Шинн Фейн и Временная ИРА поддерживали католиков и выступали против протестантов. Между католической иерархией и республиканским движением существует давняя взаимная неприязнь, причём последние считают, что первые являются соучастниками британской оккупации Ирландии. Статьи в An Phoblacht часто поддерживали мораль приходских священников и пасторов всех христианских конфессий, а не епископов и церковных лидеров, с уважением к христианской традиции социальной справедливости.  В статье говорится, что An Phoblacht «скатывается назад, чтобы сочувствовать мужчинам, которые постоянно выражают антикатолические настроения», включая время от времени лидера лоялистов Иана Пейсли, поскольку они рассматриваются как сограждане Ирландии, тогда как британские силы рассматривается как главный враг.
Республиканцы часто отрицали, что их нападения на Полк обороны Ольстера или Королевские полицейские силы Ольстера являются сектантскими нападками на протестантов, утверждая, что они нападают на эти группы, потому что они рассматриваются как соучастники в «угнетении националистического народа», а не из-за религиозных убеждений членов.  Тем не менее, серия нападений в Смутах, таких как резня на Кингсмилле , в результате которой в общей сложности погибли 130 протестантских мирных жителей, была классифицирована как «сектантская» в работе Малколма Саттона над убитыми во время Смуты.

## Политические партии

### Активные республиканские партии
Ниже перечислены активные республиканские партии в Ирландии.
- Шинн Фейн[53] — республиканская партия Ирландии. Во время волнений в Северной Ирландии он был тесно связан со Временной ирландской республиканской армией, публично отстаивая законность своей вооружённой кампании. Его политическая платформа сочетает в себе гражданский национализм с демократическими социалистическими взглядами на экономические и социальные вопросы. Её возглавляет Мэри Лу Макдональд, и она проводится как в Ирландии, так и в Северной Ирландии. В средствах массовой информации и комментаторах партия была также известна как «Временная» Шинн Фейн, отделившись от того, что позже стало известно как «Официальная» Шинн Фейн (позже Рабочая партия) в 1970 году, потому что последняя проголосовала за то, чтобы войти в состав партии[54].  В 1986 году он полностью изменил свою первоначальную политику не занимать места в Дайле Эйриане , что вызвало ещё один раскол, когда была сформирована республиканская партия Шинн Фейн. К началу XXI века она заменила Социал-демократическую и рабочую партию (СДЛП) в качестве крупнейшей националистической партии Северной Ирландии. По состоянию на 2020 год у него шесть мест в британском парламенте, тридцать семь мест в Dáil, шесть в Seanad и 26 в Ассамблее Северной Ирландии. Члены «Шинн Фейн» участвуют в выборах в британский парламент на основе воздержания, то есть они отказываются занимать свои места в этом парламенте, поскольку они отказываются признать право этого органа править в любой части Ирландии.
- Фианна Файл была основана как явно республиканская партия, рождённая Шинн Фейн, но отказавшаяся от воздержания, чтобы участвовать в конституционной политике Ирландии. Фактически, Шон Лемасс изначально хотел, чтобы название партии было просто «Республиканская партия»[55], однако Иамон Де Валера приглушил эту идею в пользу названия, вдохновлённого ирландским языком и культурой[55].  Начиная с 1930-х и 1940-х годов, когда Фианна Файл была заключена в тюрьму за массовую физическую силу республиканцев, вопрос о том, в какой степени Фианна Файл всё ещё может быть назван «республиканкой», оспаривается.Сама партия, однако, продолжает позиционировать себя как республиканская партия; действительно, в 1971 году о приверженности партии этому делу стало известно, когда официальное название партии было изменено на «Фианна Файл - Республиканская партия»[55].  После всеобщих выборов в Ирландии 2020 года лидер «Шинн Фейн» Мэри Лу Макдональд часто говорила о формировании коалиции, которая разработала бы «Республиканскую программу для правительства».Некоторые предположили, что этот выбор языка был выбран, чтобы побудить Фианну Файл работать с Шинн Фейн под единым «республиканским» знаменем[56].
- Éirígí[57] — Социалистическая республиканская политическая партия, сформированная небольшой группой общественных и политических активистов, которые покинули Шинн Фейн в Дублине в апреле 2006 года в качестве группы политических кампаний и стали полноценной политической партией с самого начала партии. Ardfheis (конференция) в мае 2007 года[58].  В отчёте Независимой комиссии по мониторингу говорится, что эта группа была «небольшой политической группировкой, основанной на революционных социалистических принципах». Хотя это по-прежнему политическое объединение, хотя и с агрессивной протестной деятельностью, оно не рассматривалось как военизированное по своему характеру[59].
- Саорад — Социалистическая республиканская партия, созданная в 2016 году. Она связана с диссидентами-республиканцами и, как утверждается, связана с Новой ИРА[60].
- Республиканский Шинн Фейн[53]  была образована в 1986 году бывший лидер Шинн Фейн Раэри О Брадей , который привёл традиционных республиканцев в перерыве с Шинн Фейн над окончанием политики воздержания в отношении выборов в Dáil Éireann. Партия продолжает действовать на основе воздержания: она не будет занимать места в собраниях ни Ирландской Республики, ни Северной Ирландии, поскольку не считает ни то, ни другое законным. Он связан с ИРА Continuity , целью которой является свержение британского правления в Северной Ирландии и объединение острова в независимую страну. В ноябре 2009 года Дес Далтон заменил О Брадая на посту лидера республиканской партии Шинн Фейн.
- Ирландская республиканская социалистическая партия[61]  (IRSP) была основана в 1974 году бывшим членом «Официальной» ИРА, воинствующим Симусум Костелло, который, возможно, ориентировался на Джеймса Коннолли из ирландской Социалистической республиканской партии в конце XIX-го / начале XX-го веков, когда партия получила название. Костелло возглавлял других бывших официальных членов ИРА, недовольных политикой и тактикой Катала Гулдинга. Партия быстро организовала военизированное крыло под названием Ирландская национально-освободительная армия (INLA), которое недавно было списано. Он утверждает, что следует принципам республиканского социализма, изложенным лидером восстания 1916 года Коннолли и радикальным профсоюзным деятелем 20-го века Джеймсом Ларкиным.
- Аонту, который отделился от Шинн Фейн в 2019 году в связи с поддержкой партией отмены Восьмой поправки, которая лишила конституционного права на жизнь нерождённого ребёнка и позволила легализовать аборты в Ирландии в 2018 году. По состоянию на 2020 год, Аонту имеет один ТД; лидер партии Пидар Тойбин и пять советников по всей Ирландии.

### Недействующие политические партии
Следующие были республиканскими партиями в Ирландии, которые больше не действуют.
- Clann Éireann отделилась от Cumann na nGaedheal в 1926 году после того, как результаты Ирландской пограничной комиссии подтвердили раздел между Ирландией и Северной Ирландией. Они призвали к «единой и неделимой» Ирландии, но не нашли поддержки, так как те, кто уже придерживался неразделённого мышления, уже были на одной линии с Фианной Файл и не были благосклонны к тем, кто ранее был в Куманн-на-Гедхаэле.
- Республиканский конгресс был попыткой в 1934 году левые республиканцы создали явно социалистическое Республиканскую партию в Ирландии, однако, было затруднено тем фактом , что IRA не имел никакого интереса в поддержке усилия (и на самом деле, IRA исключили членов кто пытался быть частью обоих), и потому что он был разорван почти сразу из-за распрей. Члены Республиканского Конгресса, в состав которого входили несколько самых выдающихся социалистов Ирландии того времени, не могли решить, следует ли им немедленно стремиться к «Рабочей республике» или нет, а также не могли прийти к согласию, следует ли им принять идею создания «рабочей республики» и народного фронта с не-социалистами или нет.
- Córas na Poblachta была ирландской республиканской партией, созданной в 1940 году при поддержке элементов ИРА. Поскольку IRA в этот момент находилась под контролем Шона Рассела , она сильно отклонилась вправо. Корас-на-Поблахта отразил, что в партии, поддерживающей отношения с фашистской партией Ailtirí na hAiséirghe, и на некоторых собраниях Корас-на-Поблахта даже присутствовали Эоин О'Даффи и члены Ирландского христианского фронта , все из которых яростно выступали против ИРА в начало 30-х гг. Когда «Чрезвычайное положение» действовало в полную силу, в то время в Ирландии было мало интереса или возможностей для развития политической партии, и поэтому с практической точки зрения Корас-на-Поблахта сделал очень мало.
- Clann na Poblachta были ирландской республиканской партией, основанной в 1947 году бывшим главой штаба ИРА Шоном Макбрайдом. В партии был представлен широкий политический спектр ирландских республиканцев, от бывших коммунистов до «традиционалистских» республиканцев. Партия остановилась на левоцентристской платформе, продвигающей социал-демократию и политику нового курса, которая соответствовала новой политической эпохе в Европе после Второй мировой войны. Первоначально они надеялись обогнать Фианну Файл как главную республиканскую партию в ирландской политике и должны были преуспеть очень хорошо, но смекалка Имона Де Валеры на выборах привела к тому, что они пошатнулись на первых выборах. После того, как они вошли в коалицию, в которую вошли традиционные противники ирландского республиканизма Файн Гаэль, и столкнулись с политической неразберихой из-за схемы «Мать и дитя» , партия быстро потеряла поддержку. Однако им удалось официально объявить Ирландию республикой в 1948 году. Их влияние ослабло в течение 1950-х годов, и они были официально ликвидированы к 1965 году.
- Aontacht Éireann была ирландской республиканской партией, созданной в 1971 году после крупного политического раскола в Фианна Файл, вызванного кризисом вооружений , в результате которого министры Фианны Фил Чарльз Хоги и Нил Блейни были уволены из кабинета министров после обвинений в том, что они участвовали в организации ИРА. снабжаться вооружением. Последствия этого заставили многих членов Fianna Fáil уйти в отставку, в том числе министр Fianna Fáil Кевин Боланд . Боланд покинул Фианна Файл и сделал Aontacht Éireann более открытой республиканской партией в ирландской политике. К нему присоединился председатель Fianna Fáil Шон Шервин. Хотя изначально к Aontacht Éireann был довольно большой интерес, с филиалами по всей Ирландии, партия изо всех сил пыталась сохранить свою динамику. Когда Боланд ушёл из Fianna Fáil, он отказался не только от должности в кабинете министров, но и от своего места в Дейле. Без платформы для выступления в Дейле Боланд потерял часть влияния. Партия также изо всех сил пыталась осмысленно отделиться от Provisional Sinn Féin, при этом большая часть политики и риторики членов партии дублировали друг друга. На всеобщих выборах в Ирландии в 1973 году партии удалось набрать только 0,9 % голосов по всей стране, а к 1976 году подавляющее большинство первоначального состава вышло из партии. Формально она была ликвидирована в 1984 году, после периода, когда крайне правая группа узурпировала название партии и какое-то время использовала его в своих целях[62].